# Yaujeni Zalaty
Yaujeni Zalaty (en biélorusse :  Яўгеній Залаты), né le 9 septembre 1999 à Krasnapolle, est un rameur biélorusse.

## Carrière
Zalaty remporte une médaille d'argent aux Championnats du monde juniors d'aviron de 2017 à Trakai, en Lituanie.
Dans la catégorie élite, il remporte la finale B aux Championnats du monde d'aviron de 2023 en skiff masculin.
En 2024, il remporté le bronze en skiff lors de la Coupe du monde d'aviron II de 2024 à Lucerne, en Suisse, en mai 2024. Sélectionné pour participer aux Jeux olympiques d'été de 2024, il concourt en tant qu'athlète individuel neutre en juillet 2024, du fait de la suspension de la fédération biélorusse ; il remporte la médaille d'argent, battu seulement par le rameur allemand Oliver Zeidler.
Le 1er juin 2025 à Plovdiv il devient champion d'Europe en skiff.